# 191 Kolga
191 Kolga је астероид главног астероидног појаса са пречником од приближно 101,03 km.
Афел астероида је на удаљености од 3,154 астрономских јединица (АЈ) од Сунца, а перихел на 2,633 АЈ.
Ексцентрицитет орбите износи 0,089, инклинација (нагиб) орбите у односу на раван еклиптике 11,510 степени, а орбитални период износи 1798,477 дана (4,923 године).
Апсолутна магнитуда астероида је 9,07 а геометријски албедо 0,040.
Астероид је откривен 30. септембра 1878. године.